# Веселівка (Вінницький район)
Весе́лівка — село в Україні, у Погребищенській міській громаді Вінницького району Вінницької області. Населення за переписом 2001 року становить 125 осіб.

## Назва
7 червня 1946 року населений пункт радгоспу Вацлавівка Черемошненської сільської Ради отримав назву «Веселівка».

## Історія
12 червня 2020 року, відповідно до розпорядження Кабінету Міністрів України № 707-р «Про визначення адміністративних центрів та затвердження територій територіальних громад Вінницької області», увійшло до складу Погребищенської міської громади.
19 липня 2020 року, в результаті адміністративно-територіальної реформи та ліквідації Погребищенського району, село увійшло до складу Вінницького району.

## Населення
.За даними 2021 року у селі Веселівка проживає 49 осіб.
| Рік            | 1897 | 1989 | 2001 | 2021 |
| -------------- | ---- | ---- | ---- | ---- |
| Кількість осіб |      | 104  | 122  | 49   |

### Мова
Розподіл населення за рідною мовою за даними перепису 2001 року:
| Мова       | Відсоток |
| ---------- | -------- |
| українська | 98,4%    |
| російська  | 1,6%     |